# Pericallis ×hybrida
Pericallis ×hybrida – nieznanego pochodzenia mieszaniec roślin z rodziny astrowatych z rodzaju Pericallis. Wśród ogrodników, a nawet w opracowaniach naukowych znany jest pod błędną nazwą polską jako starzec purpurowy, starzec cyneraria, popielnik. Również podawana czasami nazwa łacińska Senecio cruentus DC. dotyczy innego gatunku. Starzec to inny rodzaj – Senecio.

## Morfologia
PokrójRoślina o wysokości dochodzącej do 60 cm., miękko owłosiona. Liście klapkowane duże, sercowato-jajowate, niekiedy sercowato-trójkątne.
KwiatyZebrane w koszyczki skupione w baldachogronach. W środku żółte i z purpurowoczerwonymi płatkami języczkowymi na obrzeżu. W uprawie doniczkowej znane są również odmiany o kwiatach białych, fioletowych, niebieskich, różowych i żółtych.
OwocNiełupka z puchem.

## Zastosowanie
W krajach o ciepłym klimacie (strefy mrozoodporności 9-11) jest uprawiany jako roślina ogrodowa. W Polsce jest uprawiany jako roślina pokojowa, w mieszkaniach lub w skrzynkach balkonowych na balkonach, tarasach itp.